# Manuel Arnús i de Ferrer
Manuel Arnús de Ferrer (Tremp, Pallars Jussà, 1813 - Madrid, Espanya, 1879) fou un metge català.
Estudià al Col·legi de Medicina i Cirurgia de Barcelona. Llicenciat el 1837. Doctor el 1838. Fou subdelegat de Medicina i Cirurgia a Igualada (1839). Metge interí (1846) i titular (1847) de les deus de la Puda de Montserrat. El 1852 la Reial Acadèmia de Medicina de Barcelona l'envià a Sitges a estudiar una epidèmia.
El 1859 es traslladà a Madrid, i hi fundà el balneari de San Felipe Neri per a l'aplicació de la hidroteràpia racional, especialitat en la qual centrà la seva dedicació i estudis. El 1874 es feu amb la direcció de l'establiment balneari de Panticosa.
Fou membre de diverses societats mèdiques i fundà la Sociedad Española de Hidrología i la Societat Mèdica d'Emulació.
Tingué un fill, Manuel Arnús i Fortuny (1852-1930), igualment metge hidròleg, que el 1903 es feu construir una residència a la urbanització del Tibidabo de Barcelona, fundada pel també metge Salvador Andreu. Era germà d'Evarist Arnús i de Ferrer (1820-1890), fundador de la Casa de banca d'Evarist Arnús que després esdevindria la Banca Arnús.

## Obres
- Memòria sobre las aguas sulfurotermales de Esparraguera, en la provincia de Barcelona, conocidas con el nombre de la Puda (Madrid, 1847)
- Memoria sobre una epidemia que invadió la villa de Sitges (Barcelona, 1853)
- La Puda, establecimiento de aguas minerales sulfurosas situado en la margen izquierda del río Llobregat, en el término de Esparraguera, en la provincia de Barcelona (Barcelona, 1853)
- Baños a vapor a la rusa, ó sea explicación sencilla y pronta sobre dichos baños, amb Joaquim Delhom i Soler (Madrid, 1858)
- Terapéutica balnearia (Madrid, 1858)
- El progreso intel·lectual: discurso inaugural pronunciado en la Academia de Medicina y Cirugía de Barcelona el 2-I-1862 (Barcelona, 1862)
- Historia topográfica, química y médica de la Puda de Montserrat (Barcelona, 1863)
- De la balneación hidro-atmhídrica (Madrid, 1868)
- Del baño, amb Feliu Borrell (Madrid, 1870)
- Hidrología mineral médica, amb Feliu Borrell (Madrid, 1873)
- Baños de Panticosa (Saragossa, 1878)
- Balneario de San Felipe Neri, amb Feliu Borrell (Madrid, 1879).